# Montbrand
Montbrand – miejscowość i gmina we Francji, w regionie Prowansja-Alpy-Lazurowe Wybrzeże, w departamencie Alpy Wysokie.

## Demografia
Według danych na rok 1990 gminę zamieszkiwało 49 osób, a gęstość zaludnienia wynosiła 2 osoby/km². W styczniu 2015 r. Montbrand zamieszkiwało 67 osób, przy gęstości zaludnienia wynoszącej 2,7 osób/km².